# Тімірбаєво
Тімірба́єво (рос. Тимирбаєво, башк. Тимербай) — присілок у складі Мечетлінського району Башкортостану, Росія. Входить до складу Кургатовської сільської ради.
Населення — 79 осіб (2010; 90 у 2002).
Національний склад:
- татари — 49 %
- башкири — 46 %